# Символ спесмило
Символ или знак спесмило (₷) — типографский символ, который входит в группу «Символы валют» (англ. Currency Symbols) стандарта Юникод: оригинальное название — Spesmilo sign (англ.); код — U+20B7. Используется для представления денежной единицы движения эсперантистов — спесмило.

## Начертание
Символ «₷» представляет собой лигатуру двух латинских букв — заглавной «S» и строчной «m».

## Использование в качестве сокращения названий денежных единиц
Символ «₷» используется для представления денежной единицы движения эсперантистов — спесмило (эсп. spesmilo — буквально «тысяча спесо»). Чеканился на памятных монетах достоинством в 1 спесмило, выпущенных в 1912 году.